# Cantone di Vernon
Il Cantone di Vernon è una divisione amministrativa dell'arrondissement di Évreux.
È stato costituito a seguito della riforma approvata con decreto del 25 febbraio 2014, che ha avuto attuazione dopo le elezioni dipartimentali del 2015.

## Composizione
Comprende i 4 comuni di:
- Gasny
- Giverny
- Sainte-Geneviève-lès-Gasny
- Vernon